# Résolution 95 du Conseil de sécurité des Nations unies
Membres permanents
- Chine (Taïwan)
- États-Unis
- France
- Royaume-Uni
- URSS

Membres non permanents
- Brésil
- Équateur
- Inde
- Pays-Bas
- Turquie
- Yougoslavie

Résolution no 94 Résolution no 96
La résolution 95 du Conseil de sécurité des Nations unies est une résolution du Conseil de sécurité des Nations unies adoptée le 1er septembre 1951.
Cette résolution, la sixième de l'année 1951, relative à la question de la Palestine, rappelant les résolutions 73 et 89, invite l'Égypte à ne plus entraver la circulation des marchandises par le canal de Suez, quelle que soit leur destination.
La résolution a été adoptée par huit voix pour.
Les abstentions sont celles de la Chine, de l'Inde et de l'Union des républiques socialistes soviétiques.

## Texte
- Résolution 95 sur fr.wikisource.org
- Résolution 95 sur en.wikisource.org